# 火星の太陽面通過 (海王星)
海王星における火星の太陽面通過（かせいのたいようめんつうか）とは、海王星と太陽のちょうど間に火星が入り、太陽面を通過する天文現象である。

## 概要
海王星における火星の太陽面通過は、紀元前125000年から125000年の25万年間で10702回ある。前回は1944年8月3日、次回は2026年5月5日に発生する。
火星の太陽面通過は約80年周期で発生する。現在では、80年周期の中で約11ヶ月の期間を挟むペアの太陽面通過が3回連続で発生し、その後に単独の太陽面通過が1回という周期を繰り返している。この周期は少しずつずれており、例えば4083年2月4日の後は、4328年7月5日から4332年4月22日に3回連続で11ヶ月周期に発生した後、5234年3月2日に単独の太陽面通過が起こるまで、しばらく全ての太陽面通過が11ヶ月周期のペアを持つ。

## 太陽面通過の起こる日
日付は最大食の日付(UTC)。
| 年月日         | 最大食 |
| -------------- | ------ |
| 1779年1月23日  | 15:07  |
| 1860年10月25日 | 20:24  |
| 1942年9月7日   | 23:02  |
| 1944年8月4日   | 03:21  |
| 2026年5月5日   | 21:35  |
| 2028年3月29日  | 14:52  |
| 2108年3月18日  | 11:45  |
| 2189年12月20日 | 04:19  |
| 2191年11月13日 | 20:38  |

## 同時太陽面通過
- 火星の太陽面通過と水星の太陽面通過が同時に起こることはあるが極めて稀である。前回は紀元前22826年1月16日である。
- 火星の太陽面通過と地球の太陽面通過および月の太陽面通過が同時に起こることはあるが極めて稀である。前回は紀元前124600年1月1日、次回は21845年10月7日である。